# Настоящие игуаны

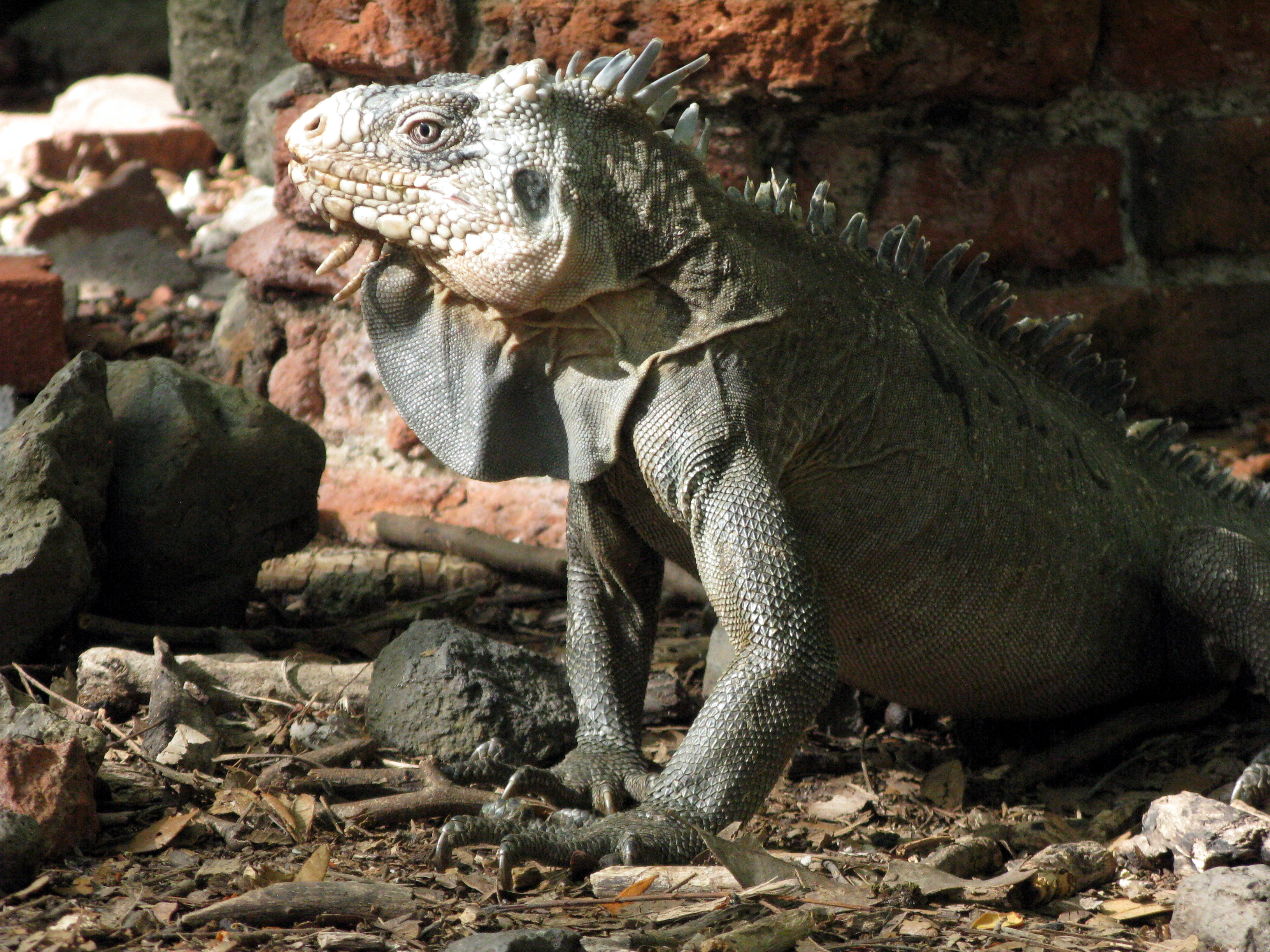
Iguana delicatissima

Настоящие игуаны (лат. Iguana) — род крупных древесных ящериц семейства игуановых.

## Описание
Настоящие игуаны — очень крупные ящерицы, в редких случаях достигающие длины более 2 м. Они характеризуются крупной головой, заметно уплощенным с боков телом, длинными сильными конечностями и очень длинным хвостом. На спине и передней половине хвоста вдоль хребта располагается высокий гребень, под нижней челюстью развит свисающий плоский горловой мешок, также снабженный гребнем по переднему краю.
Распространены в Америке от Мексики на юг через Центральную и Южную Америку до Парагвая и Южной Бразилии, а также на Малых Антильских островах.
Обитают преимущественно в тропических лесах, где ведут в основном древесный образ жизни. Большую часть времени проводят в кроне на ветках деревьев. Обычно поселяются вблизи водоемов и при опасности скрываются в воде, иногда прыгая с большой высоты. Хорошо плавают и ныряют.
Растительноядны. Питаются листьями, побегами и плодами различных растений. Лишь изредка могут поедать животную пищу — беспозвоночных и небольших позвоночных.
Яйцекладущие. В кладке 20—70 яиц. Инкубационный период длится 65—115 дней.

## Значение для человека
Мясо и яйца игуан используются в пищу местным населением, а кожа используется для производства различных поделок. В связи с этим игуаны являются объектом промысла. Обыкновенную игуану часто содержат в качестве домашнего питомца.

## Классификация
В роде два вида:
- Iguana delicatissima
- Обыкновенная игуана (Iguana iguana)